# Баскетболист года конференции Ivy League
Баскетболист года конференции Ivy League (Лиги плюща) (англ. Ivy League Men's Basketball Player of the Year) — это ежегодная баскетбольная награда, вручаемая по результатам голосования лучшему баскетболисту среди студентов конференции Ivy League (Лиги плюща), входящей в 1-й дивизион NCAA. Голосование проводится среди главных тренеров команд, входящих в конференцию (в данный момент их восемь), к тому же свои голоса тренеры подают после окончания регулярного чемпионата, но перед стартом плей-офф, то есть в начале марта, однако они не могут голосовать за своих собственных подопечных. Премия была учреждена и впервые вручена Рону Хайглеру из Пенсильванского университета в сезоне 1974/75 годов.
Первое упоминание о конференции относится к 1956 году, когда Лига плюща поглотила Eastern Intercollegiate Basketball League (EIBL), считавшуюся старейшей конференцией первого дивизиона NCAA. В 1982 году эта конференция серьёзно рассматривала увеличение числа команд за счёт привлечения в свои ряды команд из Военной академии США и Военно-морской академии США, однако в конечном итоге они пополнили ряды конференции Patriot League. В настоящее время Лига плюща — это спортивное объединение восьми самых престижных частных университетов США, что позволяет им привлекать в свои ряды лучших студентов и преподавателей.
Только шесть игроков, Крейг Робинсон, Кит Мюллер, Джером Аллен, Угонна Оникве, Ибрагим Джаабер и Джастин Сирс, получали награду по два раза. Три раза победителями данной номинации становились два игрока (1982, 1993 и 2020). Чаще других обладателями данного трофея становились баскетболисты Пенсильванского университета (18 раз) и Принстонского университета (15 раз).

## Легенда
|           | Сообладатели награды |
| Игрок (X) | Количество титулов   |

## Победители
| Сезон   | Игрок                                                               | Фото                                                                | Университет                                                         | Позиция                                                             | Год обучения                                                        | Примечания                                                          |
| ------- | ------------------------------------------------------------------- | ------------------------------------------------------------------- | ------------------------------------------------------------------- | ------------------------------------------------------------------- | ------------------------------------------------------------------- | ------------------------------------------------------------------- |
| 1974/75 | Рон Хайглер                                                         |                                                                     | Пенсильванский университет                                          | Тяжёлый форвард                                                     | Четвёртый                                                           | [ 1 ]                                                               |
| 1975/76 | Армонд Хилл                                                         |                                                                     | Принстонский университет                                            | Разыгрывающий защитник                                              | Четвёртый                                                           | [ 2 ]                                                               |
| 1976/77 | Фрэнк Совински                                                      |                                                                     | Принстонский университет                                            | Лёгкий форвард                                                      | Третий                                                              | [ 3 ]                                                               |
| 1977/78 | Кевен Макдональд                                                    |                                                                     | Пенсильванский университет                                          | Лёгкий форвард                                                      | Четвёртый                                                           | [ 4 ]                                                               |
| 1978/79 | Тони Прайс                                                          |                                                                     | Пенсильванский университет                                          | Лёгкий форвард / Тяжёлый форвард                                    | Четвёртый                                                           | [ 5 ]                                                               |
| 1979/80 | Питер Мосс                                                          |                                                                     | Брауновский университет                                             | Атакующий защитник / Лёгкий форвард                                 | Четвёртый                                                           | [ 6 ]                                                               |
| 1980/81 | Ларри Лоуренс                                                       |                                                                     | Дартмутский колледж                                                 | Атакующий защитник / Лёгкий форвард                                 | Четвёртый                                                           | [ 7 ]                                                               |
| 1981/82 | Пол Литтл                                                           |                                                                     | Пенсильванский университет                                          | Атакующий защитник / Лёгкий форвард                                 | Третий                                                              | [ 8 ]                                                               |
| 1981/82 | Крейг Робинсон                                                      |                                                                     | Принстонский университет                                            | Тяжёлый форвард / Лёгкий форвард                                    | Третий                                                              | [ 9 ]                                                               |
| 1982/83 | Крейг Робинсон (2)                                                  |                                                                     | Принстонский университет                                            | Тяжёлый форвард / Лёгкий форвард                                    | Четвёртый                                                           | [ 10 ]                                                              |
| 1983/84 | Джо Каррабино                                                       |                                                                     | Гарвардский университет                                             | Тяжёлый форвард                                                     | Третий                                                              | [ 11 ]                                                              |
| 1984/85 | Кен Бантум                                                          |                                                                     | Корнеллский университет                                             | Центровой                                                           | Четвёртый                                                           | [ 12 ]                                                              |
| 1985/86 | Джим Тёрнер                                                         |                                                                     | Брауновский университет                                             | Центровой                                                           | Четвёртый                                                           | [ 13 ]                                                              |
| 1986/87 | Перри Бромвелл                                                      |                                                                     | Пенсильванский университет                                          | Центровой                                                           | Четвёртый                                                           | [ 14 ]                                                              |
| 1987/88 | Пол Мейли                                                           |                                                                     | Йельский университет                                                | Тяжёлый форвард                                                     | Четвёртый                                                           | [ 15 ]                                                              |
| 1988/89 | Боб Скрабис                                                         |                                                                     | Принстонский университет                                            | Атакующий защитник / Лёгкий форвард                                 | Четвёртый                                                           | [ 16 ]                                                              |
| 1989/90 | Кит Мюллер                                                          |                                                                     | Принстонский университет                                            | Центровой                                                           | Третий                                                              | [ 17 ]                                                              |
| 1990/91 | Кит Мюллер (2)                                                      |                                                                     | Принстонский университет                                            | Центровой                                                           | Четвёртый                                                           | [ 18 ]                                                              |
| 1991/92 | Шон Джексон                                                         |                                                                     | Принстонский университет                                            | Атакующий защитник                                                  | Четвёртый                                                           | [ 19 ]                                                              |
| 1992/93 | Джером Аллен                                                        |                                                                     | Пенсильванский университет                                          | Атакующий защитник                                                  | Второй                                                              | [ 20 ]                                                              |
| 1992/93 | Бак Дженкинс                                                        |                                                                     | Колумбийский университет                                            | Лёгкий форвард                                                      | Четвёртый                                                           | [ 21 ]                                                              |
| 1993/94 | Джером Аллен (2)                                                    |                                                                     | Пенсильванский университет                                          | Атакующий защитник                                                  | Третий                                                              | [ 22 ]                                                              |
| 1994/95 | Мэтт Малони                                                         |                                                                     | Пенсильванский университет                                          | Разыгрывающий защитник / Атакующий защитник                         | Четвёртый                                                           | [ 23 ]                                                              |
| 1995/96 | Айра Боумен                                                         |                                                                     | Пенсильванский университет                                          | Атакующий защитник / Разыгрывающий защитник                         | Четвёртый                                                           | [ 24 ]                                                              |
| 1996/97 | Сидни Джонсон                                                       |                                                                     | Принстонский университет                                            | Разыгрывающий защитник / Атакующий защитник                         | Четвёртый                                                           | [ 25 ]                                                              |
| 1997/98 | Стив Гудрич                                                         |                                                                     | Принстонский университет                                            | Тяжёлый форвард / Центровой                                         | Четвёртый                                                           | [ 26 ]                                                              |
| 1998/99 | Брайан Эрл                                                          |                                                                     | Принстонский университет                                            | Атакующий защитник                                                  | Четвёртый                                                           | [ 27 ]                                                              |
| 1999/00 | Майкл-Хаким Джордан                                                 |                                                                     | Пенсильванский университет                                          | Разыгрывающий защитник                                              | Четвёртый                                                           | [ 28 ]                                                              |
| 2000/01 | Крейг Остин                                                         |                                                                     | Колумбийский университет                                            | Лёгкий форвард                                                      | Третий                                                              | [ 29 ]                                                              |
| 2001/02 | Угонна Оникве                                                       |                                                                     | Пенсильванский университет                                          | Тяжёлый форвард                                                     | Третий                                                              | [ 30 ]                                                              |
| 2002/03 | Угонна Оникве (2)                                                   |                                                                     | Пенсильванский университет                                          | Тяжёлый форвард                                                     | Четвёртый                                                           | [ 31 ]                                                              |
| 2003/04 | Джейсон Форте                                                       |                                                                     | Брауновский университет                                             | Разыгрывающий защитник                                              | Третий                                                              | [ 32 ]                                                              |
| 2004/05 | Тим Бегли                                                           |                                                                     | Пенсильванский университет                                          | Атакующий защитник                                                  | Четвёртый                                                           | [ 33 ]                                                              |
| 2005/06 | Ибрагим Джаабер                                                     |                                                                     | Пенсильванский университет                                          | Разыгрывающий защитник / Атакующий защитник                         | Третий                                                              | [ 34 ]                                                              |
| 2006/07 | Ибрагим Джаабер (2)                                                 |                                                                     | Пенсильванский университет                                          | Разыгрывающий защитник / Атакующий защитник                         | Четвёртый                                                           | [ 35 ]                                                              |
| 2007/08 | Луис Дейл                                                           |                                                                     | Корнеллский университет                                             | Разыгрывающий защитник                                              | Второй                                                              | [ 36 ]                                                              |
| 2008/09 | Алекс Барнетт                                                       |                                                                     | Дартмутский колледж                                                 | Лёгкий форвард                                                      | Четвёртый                                                           | [ 37 ]                                                              |
| 2009/10 | Райан Уиттман                                                       |                                                                     | Корнеллский университет                                             | Лёгкий форвард                                                      | Четвёртый                                                           | [ 38 ]                                                              |
| 2010/11 | Кит Райт                                                            |                                                                     | Гарвардский университет                                             | Лёгкий форвард / Тяжёлый форвард                                    | Третий                                                              | [ 39 ]                                                              |
| 2011/12 | Зак Розен                                                           |                                                                     | Пенсильванский университет                                          | Разыгрывающий защитник                                              | Четвёртый                                                           | [ 40 ]                                                              |
| 2012/13 | Иэн Хаммер                                                          |                                                                     | Принстонский университет                                            | Лёгкий форвард / Тяжёлый форвард                                    | Четвёртый                                                           | [ 41 ]                                                              |
| 2013/14 | Уэсли Сондерс                                                       |                                                                     | Гарвардский университет                                             | Атакующий защитник / Лёгкий форвард                                 | Третий                                                              | [ 42 ]                                                              |
| 2014/15 | Джастин Сирс                                                        |                                                                     | Йельский университет                                                | Лёгкий форвард                                                      | Третий                                                              | [ 43 ]                                                              |
| 2015/16 | Джастин Сирс (2)                                                    |                                                                     | Йельский университет                                                | Лёгкий форвард                                                      | Четвёртый                                                           | [ 44 ]                                                              |
| 2016/17 | Спенсер Вайс                                                        |                                                                     | Принстонский университет                                            | Атакующий защитник / Лёгкий форвард                                 | Четвёртый                                                           | [ 45 ]                                                              |
| 2017/18 | Сет Таунс                                                           |                                                                     | Гарвардский университет                                             | Лёгкий форвард                                                      | Второй                                                              | [ 46 ]                                                              |
| 2018/19 | Миай Они                                                            |                                                                     | Йельский университет                                                | Атакующий защитник                                                  | Третий                                                              | [ 47 ]                                                              |
| 2019/20 | Пол Аткинсон                                                        |                                                                     | Йельский университет                                                | Тяжёлый форвард                                                     | Третий                                                              | [ 48 ]                                                              |
| 2019/20 | Эй Джей Бродёр                                                      |                                                                     | Пенсильванский университет                                          | Тяжёлый форвард                                                     | Четвёртый                                                           | [ 48 ]                                                              |
| 2020/21 | Турнир конференции Ivy League не проводился из-за пандемии COVID-19 | Турнир конференции Ivy League не проводился из-за пандемии COVID-19 | Турнир конференции Ivy League не проводился из-за пандемии COVID-19 | Турнир конференции Ivy League не проводился из-за пандемии COVID-19 | Турнир конференции Ivy League не проводился из-за пандемии COVID-19 | Турнир конференции Ivy League не проводился из-за пандемии COVID-19 |
| 2021/22 | Тосан Эвбуомван                                                     |                                                                     | Принстонский университет                                            | Лёгкий форвард                                                      | Третий                                                              | [ 49 ]                                                              |
| 2022/23 | Джордан Дингл                                                       |                                                                     | Пенсильванский университет                                          | Атакующий защитник                                                  | Третий                                                              | [ 50 ]                                                              |
| 2023/24 | Кейден Пирс                                                         |                                                                     | Принстонский университет                                            | Тяжёлый форвард                                                     | Второй                                                              | [ 51 ]                                                              |
| 2024/25 | Без Мбенг                                                           |                                                                     | Йельский университет                                                | Атакующий защитник                                                  | Четвёртый                                                           | [ 52 ]                                                              |